# Frédérique Vidal
Frédérique Vidal (ur. 9 maja 1964 w Monako) – francuska biochemik i nauczyciel akademicki, profesor, prezydent Université Nice-Sophia-Antipolis (2012–2017), od 2017 do 2022 minister szkolnictwa wyższego, badań naukowych i innowacji.

## Życiorys
Absolwentka biochemii na Université Nice-Sophia-Antipolis (UNSA), uzyskała następnie dyplom DEA w Instytucie Pasteura (specjalizacja z wirusologii molekularnej) oraz doktorat na macierzystej uczelni. Początkowo pracowała w przedsiębiorstwie Virbac, zajmującym się medycyną weterynaryjną. W połowie lat 90. zaczęła karierę akademicką na UNSA. W 2002 została profesorem biochemii i biologii molekularnej. Na UNSA kierowała katedrą biologii (2005–2008), była prodziekanem (2007–2009) i dziekanem (2009–2012) wydziału nauk przyrodniczych. W 2012 powołano ją na prezydenta (rektora) tej uczelni.
W maju 2017 w nowo powołanym gabinecie Édouarda Philippe’a objęła stanowisko ministra szkolnictwa wyższego, badań naukowych i innowacji. Pozostała na tej funkcji również w utworzonym w czerwcu 2017 drugim rządzie tegoż premiera oraz w powołanym w lipcu 2020 gabinecie Jeana Castex. Urząd ten sprawowała do maja 2022.
Odznaczona Legią Honorową V klasy (2013).